# South Pacific Championship 1989
El South Pacific Championship 1989 (Campeonato del Pacífico Sur) fue la cuarta edición del South Pacific Championship, el torneo de rugby para equipos de Oceanía.
Participaron equipos de Australia, Fiyi y Nueva Zelanda.
El campeón del torneo fueron los neozelandeses de Auckland quienes obtuvieron su tercer campeonato.

## Modo de disputa
El torneo se disputó con el sistema de todos contra todos a una serie. Cada partido dura 80 minutos divididos en dos partes de 40 minutos.
Cada participante enfrenta a los cinco restantes, el equipo que consiga más puntos al final de la competición es declarado como campeón.

### Puntuación
Teniendo en cuenta los resultados de los partidos, los puntos se repartieron:
- 4 puntos por victoria.
- 2 puntos por empate.
- 0 puntos por derrota.

También se otorgó punto bonus defensivo:
- 1 punto por derrota por siete o menos tantos.

## Clasificación
| Pos. | Equipo          | Encuentros | Encuentros | Encuentros | Encuentros | Tantos | Tantos | Tantos | PB | PB | Puntos |
| Pos. | Equipo          | PJ         | PG         | PE         | PP         | F      | C      | Dif    | BO | BD | Puntos |
| ---- | --------------- | ---------- | ---------- | ---------- | ---------- | ------ | ------ | ------ | -- | -- | ------ |
| 1.º  | Auckland        | 5          | 4          | 0          | 1          | 191    | 58     | +133   | 0  | 1  | 17     |
| 2.º  | New South Wales | 5          | 4          | 0          | 1          | 99     | 92     | +7     | 0  | 0  | 16     |
| 3.º  | Queensland Reds | 5          | 3          | 0          | 2          | 119    | 78     | +41    | 0  | 0  | 12     |
| 4.º  | Wellington      | 5          | 2          | 0          | 3          | 94     | 138    | -44    | 0  | 1  | 9      |
| 5.º  | Fiyi            | 5          | 2          | 0          | 3          | 70     | 171    | -101   | 0  | 0  | 8      |
| 6.º  | Canterbury      | 5          | 0          | 0          | 5          | 92     | 128    | −36    | 0  | 3  | 3      |

## Campeón
| Bandera de Nueva Zelanda |
| Campeón Auckland         |
| Tercer título            |